# Shahrestān-e Tīrān va Karvan
Shahrestān-e Tīrān va Karvan (persiska: Shahrestān-e Tīrān va Kārūn, شهرستان تيران و کرون, تيران و کرون) är en delprovins (shahrestan) i Iran.   Den ligger i provinsen Esfahan, i den centrala delen av landet, 300 km söder om huvudstaden Teheran.
Delprovinsen hade 71 575 invånare 2016.